# JJ Lin
 (décembre 2010).
 (avril 2011).
Si vous disposez d'ouvrages ou d'articles de référence ou si vous connaissez des sites web de qualité traitant du thème abordé ici, merci de compléter l'article en donnant les références utiles à sa vérifiabilité et en les liant à la section « Notes et références ».
JJ Lin JunJie (林俊杰 ou 林俊傑) (communément appelé « JJ ») est un chanteur, acteur et compositeur de Ocean Butterflies, label singapourien diffusant sur trois pays d'Asie :  Chine, Malaisie et Singapour.

## Biographie
JJ Lin 林俊杰 est né à Singapour le 27 mars 1981 et a grandi auprès de ses parents et de son grand frère.
Il commence sa carrière musicale en 2003 en tant que chanteur de mandopop (pop en mandarin). Il se bâtit une image de radieux gentil garçon de la musique. Il est produit par Ocean Butterflies Music, la maison de disque de Billy Koh. 

### Tournant «West Side»
Son image bascule dans une atmosphère plus sombre et mature en juin 2007 lors de la sortie de son album « West Side » dont la pochette, qui a été conçue par le japonais Mitsuo Shindo, représente JJ en face à face avec son lui-même maléfique, représenté par l’image du corbeau, symbole du mal.
Le premier single est « Shashou 杀手 – The Killa », dont le clip est censuré ou tout simplement banni de plusieurs chaînes asiatiques, car considéré comme non adéquat pour être diffusé au grand public. Ce clip relate l’histoire d’un jeune homme (joué par JJ) qui tombe amoureux de sa voisine d'en face, une étudiante brésilienne. Guidé par son amour obsessionnel, il enlève la jeune fille et la maintient dans un état second en la droguant. Lorsque lq fille reprend conscience, il panique et la tue à coups de couteau. Il découpe le cadavre de sa bien-aimée puis l'habille d’une robe de mariée. Le clip se termine sur un air de marche nuptiale, où JJ révèle les membres de sa mariée comme un chef d’œuvre encadré. Le clip été repris dans un court métrage de 20 minutes encore plus choquant; dont une scène où JJ découpe la jeune femme pour lui retirer son cœur.
Quelques fans ont été grandement choqués par ce « nouveau visage » de la popstar qui glorifie l’image du tueur. D’autres au contraire ont trouvé que les stations TV asiatiques n’avaient pas à bannir « The Killer », considérant que la performance artistique de JJ aurait été accepté sans problème dans d’autres pays où il existe des clips bien plus gores et violents. Cependant, la polémique n’a pas eu de répercussion majeure sur l’image de JJ, tous ses fans continuant à le soutenir avec ferveur (WestSide s'est vendu à plus de 1 750 000 d'exemplaires).
JJ a collaboré avec la marque de cosmétiques Kiehl's pour créer une fondation de lutte contre le cancer chez les enfants. Il a ainsi mis en place une vente de coffrets comportant des produits Kiehl et son album « Westside » dont 100 % des recettes seront versés à l'association.

### Sixology
L'opus JJ's Land/SIXOLOGY (JJ陸) sort le 18 octobre 2008 ; il comporte 14 pistes, dont 11 inédites. Pour son sixième volume, JJ balaie une grande variété de styles musicaux du beat agressif de son rap à des ballades douces et touchantes, en passant par les mélodies uniques à la "J-Fusion" qui a fait son succès.
JJ a enregistré cinq clips aux ambiances très différentes les unes des autres pour les chansons de son dernier album.
1. Little Dimple (小酒窩) en featuring avec Charlene Choi / Ah Sa (蔡卓妍) du duo de canto-pop Twins[2]
2. Tale Of The Red Cliff (醉赤壁), chanson theme du RPG Chibi Online
3. I Still Miss Her (我還想她)
4. High Fashion (不潮不用花錢)
5. The Choice is Yours (由你選擇) feat. 農夫 FAMA

JJ compose ensuite Love & Hope (愛與希望)  pour venir en aide aux victimes du tremblement de terre au Sichuan (Chine). Il interprète ce morceau lors de « The Giving of Love » sur CCTV. Après avoir récolté des fonds en organisant des enchères, il récolte 100 000 $ au bénéfice des équipes de secours et rend visite aux enfants blessés à l'hôpital local. Il fait construire une école « Elementary of Hope » pour ces enfants.

### Jeux olympiques de Pékin 2008
Après une publicité pour McDonald’s mettant en scène JJ en grand supporter sportif pour les Jeux olympiques d'été de 2008, le chanteur participa au projet Beijing Huan Ying Ni (北京歡迎妳) (Beijing Welcomes You), la chanson thème, accompagné de célèbres artistes chinois tout de rouge vêtus pour le clip aux allures à la fois traditionnelles et modernes : On peut citer la présence de Hangeng des Super Junior M, Stefanie Sun ou encore Zhang Li Yin. Il a également contribué à une autre chanson thème des JO : « We believe Love » avec entre autres le groupe FIR, ainsi que Joey Yung.
JJ fut également choisi pour représenter Singapour et courut avec la flamme olympique le 6 août 2008. Étant initialement censé courir le jour de l’ouverture de la cérémonie (08-08-08), les mesures de sécurité ont préféré avancer la date et raccourcir la course du jeune chanteur qui passa de 400 mètres à moins de 40 mètres. Il écrit la chanson « Light a torch » peu avant l’évènement.
L'année suivante, le chanteur organise une tournée mondiale qui débute au Singapore Indoor Stadium le 28 mars 2009, sponsorisée par UnUsUaL Entertainment.
En 2015, il mène la tournée I Am Asian Tour qui couvre huit villes en Chine.

## Autres projets
En 2007, il lance également son propre label musical JFJ (J for J) Productions et encourage les jeunes à trouver leur potentiel musical, artistique, ou au niveau de la mode afin de partager leur talents. Les deux J représentent la joie et la prison (Jail en anglais), ce qui signifie que l'on peut vivre avec enthousiasme ou au contraire dans l'enfermement.
Fin 2007, il se lance également en tant qu'acteur avec un premier rôle dans un film réalisé pour la télévision.
Il lance également une marque de vêtements, SMG pour Still Moving UnDer Gun firE”, aussi abrégé en SMUDGE.

## Récompenses
| Année | Récompense |
| ----- | --- |
| 2003  | - Taiwan Golden Melody Awards Meilleur nouvel artiste |
| 2004  | - Singapore Hit Awards, Meilleur nouvel artiste - River South' n° 1 du China Hits Top 10 - Heaven dans le China Hits Top 10 |
| 2005  | - Singapore Hit Awards Meilleur artiste masculin local, Meilleur compositeur, Meilleure voix masculine, Meilleure composition musicale locale - Hito Music Awards Top 10 Golden Songs - The 12th China Music Awards Meilleur Compositeur (Taiwan et Hong Kong) - The 12th China Music Awards Best Hit : River South (Taiwan et Hong Kong) - 5th Global Chinese Music Awards Meilleur Album : N° 89757 - Top 25 Golden Hits of the Year (A Thousand Years Later in N° 89757), Compositeur le plus populaire, Meilleure performance régionale - A Thousand Years Later dans le China Hits Top 10 - Breezy Summer Day (Feat JinSha) dans le China Hits Top 10 |
| 2006  | - Beijing Music Awards Artiste Masculin le plus populaire, Top 20 Golden Melody, Meilleur Album, Meilleur producteur, Award du "True Hero" - Cao Cao n°1 du China Hits Top 10 |
| 2007  | - Metro Music Awards Meilleure chanson : The Killa (Hong Kong) - Singapore Hits Awards Meilleur artiste masculin local - The Killa n°3 dans le Baidu.com Annual Hits - Love's in the air (Feat Jinsha) dans le china Hits Top 10 - Nommé aux MTV Asia Awards - 4th China Golden Records Awards Meilleur artiste masculin - 6th Global Chinese Music Awards Chanteur-compositeur le plus populaire - Taiwan Golden Melody Awards Meilleur Artiste Mandarin - World Music Awards Meilleur Artiste Masculin |
| 2008  | - COMPASS (Composers’ & Authors’ Society of Singapore) Awards Meilleur compositeur - Singapore Hits Awards : Qi Dai Ai (feat. Jinsha) meilleur duo, et WestSide dans le Top 10 sur Y.E.S. 93.3 - Beijing Chinese Pop Music Awards : Meilleur artiste on-stage, SIXOLOGY Meilleur album de l'année, Little Dimples (feat Charlene Choi) Chanson de l'année - JSG Top Ten Awards : Little Dimples (feat Charlene Choi) Award d'argent - Chanson chinoise la plus populaire |
| 2009  | - Singapore E-Awards : Meilleure "K-box melody" pour Little Dimples (feat Charlene Choi) et Meilleur artiste local |

En 2007, il bat le record de rapidité de dédicaces, ayant signé 3052 copies de son CD West Side en juste 2,5 heures, soit une signature toutes les 2,7 secondes, et rentre ainsi dans le livre Guiness des records.